# Dragan Mustapić
Dragan Mustapić (Imotski, 23. ožujka 1963.), hrvatski atletičar. Bio je hrvatski rekorder u bacanju diska. Prvi je hrvatski diskaš koji je prebacio 60m (1989.).
Natjecao se na Olimpijskim igrama 1992. kao reprezentativac Bosne i Hercegovine u bacanje diska, a nastupio je u prednatjecanju. Za Hrvatsku je nastupao na OI 1996., 2000. i 2004. Godine 1996. u Atlanti je osvojio 27. mjesto, dok je u Sydneyu 2000. i Ateni 2004. osvojio 34. mjesto.
Bio je član Sarajeva, beogradske Crvene zvezde i splitskog ASK-a.